# Ле Ру, Пол
Пол Калдер Ле Ру (род. 24 декабря 1972, Булавайо) — программист, бывший глава криминального картеля и информатор Управления по борьбе с наркотиками (США).
Он создал E4M — бесплатную программу для шифрования жёстких дисков под Windows — в 1999 году, а также считается предполагаемым создателем TrueCrypt, аналогичной программы, исходный код которой базировался на исходном коде E4M.

## Биография
Пол Ле Ру родился 24 декабря 1972 года в Булавайо. Мать отказалась от него сразу после рождения. В его свидетельстве о рождении в графе имя стоит «неизвестно» и нет упоминаний об отце. Личность его матери неизвестна: один источник утверждает, что она была бедным подростком, другой говорит, что бабушка Ле Ру по материнской линии была женой американского сенатора.
Двухмесячным его усыновила пара из города Машава, дав имя Пол Калдер Ле Ру. Родители не говорили Полу, что он приёмный ребёнок, он узнал об этом только в 2002 году — ему рассказали дядя и тётя. У Пола есть младшая сестра.
После политических событий 1979—1980 гг. в Зимбабве, когда Роберт Мугабе пришёл к власти, прекратив правление белого меньшинства, семья перебралась в ЮАР в 1984 году — родители хотели дать Полу лучшее образование. Семья осела в шахтёрском городе Крюгерсдорпе, отец основал компанию, управляющую добычей угля, что принесло семье достаток.
Вскоре у Пола появился компьютер, который он получил в обмен на то, что мыл отцовскую машину. Пол был высоким красивым подростком, однако не очень общительным и не занимался спортом. Пол был одержим видеоигрой Wing Commander.
В 15 или 16 лет Пола арестовали за продажу порнографии. Семье удалось сохранить происшествие в тайне. После ареста Пол стал ещё более нелюдимым. Будучи превосходным учеником, он отказывался учить африкаанс, обязательный в школах ЮАР, называя язык мёртвым. Пол бросил школу в 16 лет. Он записался на курсы программирования и закончил годичную программу за 8 недель.
После возвращения из семейного путешествия по США Пол решил покинуть ЮАР. Через 8 месяцев он уехал в Великобританию. Пол устроился работать программистом. В 1994 году встретил будущую жену, Мишель (англ. Michelle). После 6 месяцев жизни в США, Пол вслед за Мишель перебрался в Австралию. Пара поженилась и Ле Ру получил австралийское гражданство. Они жили в Перте и Сиднее. Неясно, есть ли у пары дети: некоторые источники упоминают сына, другие утверждают, что сын у Ле Ру появился только со второй женой.
Сам Пол Ле Ру не рассказывает о раннем периоде своей жизни, большинство фактов выяснил журналист Эван Ратлифф, опираясь на неназванный источник среди родственников Ле Ру.